# Gustafs Dagar
Gustafs Dagar är ett pop/rockband från Stockholm, lett av frontmannen och låtskrivaren Gustaf Anderson. Med ett stort antal medlemmar hörs många instrument i musiken, från gitarrer och bas till trumpet och orgel.
Bandet debuterade med första skivan "Sthlm Le!" som släpptes i egen regi via Universal Music Groups distributionstjänst Spinnup 2015. Från skivan plockades singeln "Efter Solsken" upp och spelades i Ålands Radio.
2019 nådde bandet större publik framgång med albumet "Större än Såhär", som släpptes 11 juni via distributionstjänsten Amuse. Med singeln Skokartong valdes bandet ut av Sveriges Radio till att bli en av Stockholmsfinalisterna i tävlingen P4 Nästa. Låten framfördes live från Radiohuset i Stockholm den 14 juni 2019.